# Л'Ил Перо (Квебек)
Л'Ил Перо (фр. L'Île-Perrot) је град у Канади у покрајини Квебек. Према резултатима пописа 2011. у граду је живело 10.503 становника.

## Становништво
Према резултатима пописа становништва из 2011. у граду је живело 10.503 становника, што је за 5,8% више у односу на попис из 2006. када је регистровано 9.927 житеља.
| 2006. | 2011.  |
| ----- | ------ |
| 9.927 | 10.503 |